# The Kin-der-Kids
The Kin-der-Kids est un comic strip créé par Lyonel Feininger en 1906.

## Histoire de la publication
Lyonel Feininger commence déjà à se faire un nom dans le domaine de l'art, quand le rédacteur en chef du quotidien The Chicago Tribune lui demande de dessiner une page hebdomadaire. Feininger propose deux séries : The Kin-Der-Kids qui commence le 29 avril 1906 et Wee Willie Winkie's World  le 19 août de la même année ; la première s'achève le 18 novembre 1906, et la seconde le 20 janvier 1907.